# Ricardo Vegas García
Ricardo Sergio Vegas García (La Tortuga, Paita, 29 de octubre de 1897 - Lima, 1 de febrero de 1956) fue un periodista, escritor, historiador y diplomático peruano.

## Primeros años
Hijo de Domingo José Vegas Elera y Viviana Elisa García Cortés, descendientes de antiguas familias de Piura.
Sus primeras letras las aprendió en la escuela particular de la señora Ana María León de León en Paita. Cursó su instrucción primaria en el Centro Escolar Fiscal N.º 11 también en Paita y la secundaria la cumplió en el Colegio Nacional San Miguel de Piura.
A los 18 años viajó a Lima para iniciar su instrucción superior. Estudió en la Universidad Nacional Mayor de San Marcos, la más antigua de América, la carrera de Letras, habiendo cursado el doctorado en Historia, Filosofía y Letras. Luego ingresó a Derecho y Ciencias Políticas, pero interrumpió sus estudios para dedicarse por entero al periodismo. En su primer año de Letras obtuvo premios en Literatura Antigua y en Literatura Castellana. También incursionó en la política estudiantil. Fue Primer Secretario del Comité de Reforma, proclamando la huelga en 1919, y Delegado de Letras al Congreso Estudiantil del Cusco en 1920.

## Vida profesional

### Periodista
Siendo muy joven, colaboraba en los principales diarios de Piura como El Tiempo y La Industria, donde escribía firmando con su nombre pero también con el apodo Güalterio sin Haber. En 1917-18, dirigió en Piura la revista literaria Ariel.
Ya en Lima, ingresó como reportero al diario La Prensa en 1918, llegando a ser redactor y secretario del director, el célebre poeta Luis Fernán Cisneros, hasta 1921 a causa de la confiscación del diario por el gobierno de Augusto B. Leguía Salcedo. Colaboró en la secretaría de redacción de El Mercurio Peruano, importante revista en la que colaboraron los mejores intelectuales de la época, donde publicó varios artículos históricos mundiales y con especial énfasis en la historia de Piura. En 1921 fue colaborador de la revista Mundial, que junto con Variedades, eran las más importantes del país.
En 1922 ingresó al diario La Crónica, como redactor, cuyo director era el doctor Clemente Palma, hijo del gran tradicionista peruano don Ricardo Palma. Luego en 1923 fue Jefe de Redacción de Variedades, con la misma dirección de Clemente Palma.
A partir de 1923 hasta 1932 fue corresponsal del gran diario La Nación de Buenos Aires.
Fue vocal del Ateneo de Lima en 1924. Fundador y secretario del Círculo de la Prensa del Perú, que se disolvió en 1928 a los siete años de creado.
Formó parte de la Junta de Notables de Lima en 1931, como Inspector de Anuncios y miembro de la Comisión de Espectáculos, que presidió el Dr. José de la Riva Agüero y Osma, notable historiador y político peruano.
En 1931 fundó el diario El Perú, siendo su jefe de redacción, a requerimiento del grupo político Acción Republicana, que batallaba por recuperar la vuelta al país de la constitucionalidad, a raíz de la toma del poder por el militar Luis Sánchez Cerro, quien comandó la revolución de Arequipa logrando derrocar al presidente constitucional Augusto B. Leguía. Gracias al éxito del diario El Perú, sus campañas trajeron abajo a la Junta de Gobierno de Sánchez Cerro. En 1931, este mismo golpista, se presentó como candidato a la presidencia ganando las elecciones y el diario dejó de publicarse.
Vegas nunca dejó el periodismo, a pesar de su trayectoria diplomática, continuó colaborando en diversas publicaciones de importancia como en el diario El Comercio, La Prensa, La Crónica, todos de Lima, así como en las revistas Fanal, Época, Turismo, Cultura Peruana, Equis, entre otras. En cada destino donde le tocó representar al Perú, fundó siempre la revista Perú, donde colaboraron reconocidos escritores, ofreciendo una visión amplia en todo sentido de la situación del país, su crecimiento, desarrollo y sus posibilidades en el comercio exterior.
En el mismo año 1931 viajó a Lambayeque, La Libertad y Piura, departamentos del norte del Perú,, como redactor de El Perú acompañando al Ministro de Relaciones Exteriores, Rafael Larco Herrera. En 1932 viaja a Panamá formando parte de la delegación peruana a las fiestas del Congreso de Bolívar (Fiestas Bolivarianas).
En 1932 también es nombrado Director de la revista Instantáneas de Lima. Su larga trayectoria como periodista-historiador, lo llevó a escribir cientos de artículos que se conservan en fotocopia, que tuvieran como protagonistas a grandes personajes de la historia universal, que hubieran marcado una huella indeleble a lo largo de sus vidas profesionales, o sobre anécdotas que se basaban en la vida de la nobleza, en la vida de grandes actores y actrices, cantantes, bailarines, músicos.

### Diplomático
En septiembre de 1933 ingresó a la Carrera Consular como Cónsul General del Perú en la República Argentina, hasta 1935, año en que vuelve a Lima. Ese mismo año fue nombrado Subjefe del Departamento Comercial, sección de Propaganda y Publicaciones del Ministerio de Relaciones Exteriores de Perú.
En 1936 fue nombrado con retención de su puesto, en comisión en Europa para estudiar la Organización de la Propaganda y aplicar sus conclusiones al Perú, habiendo recorrido Alemania, Francia, Austria, Italia e Inglaterra. A su regreso, presentó su informe cuyas conclusiones sirvieron de base al Decreto Supremo que creó la Oficina de Propaganda, Publicaciones y Cultura, cuyo jefe fue nombrado.
En junio de 1937, forma parte de la Comisión Organizadora de la celebración del centenario del nacimiento del gran poeta peruano Luis Benjamín Cisneros.
El 16 de septiembre de 1937, fue nombrado Cónsul en Bremen (Alemania), cargo que ejerció hasta mayo de 1939, en que fue llamado por el gobierno peruano debido a la situación mundial provocada por la Alemania Nazi. Durante ese período tuvo oportunidad de salvar vidas de ciudadanos judío-alemanes, extendiendo más de 70 visas para el Perú por razones humanitarias y de conciencia, desobedeciendo la orden impartida por el Ministerio de Relaciones Exteriores del Perú el 9 de septiembre de 1938, enviada a todos sus consulados peruanos en Europa por el canciller peruano, Carlos Concha Cárdenas, prohibiendo la entrega de visas a judíos de cualquier país de ese continente.
En noviembre de 1939 fue nombrado nuevamente Cónsul General en Buenos Aires, hasta junio de 1941.
En 1941 es ascendido a Cónsul General de Primera Clase y trasladado a Valparaíso hasta febrero de 1943. Durante su estadía en Chile, fundó el Instituto de Cultura Chileno-Peruano y es invitado a pertenecer al Círculo de la Prensa en Chile. A causa de la pérdida de su esposa en el primer accidente internacional de la línea Panagra, el gobierno peruano lo retira de esa ciudad hacia Buenos Aires.
En 1943 es nombrado por tercera vez, Cónsul General en Buenos Aires, fundando allí la revista Perú.
En 1944 fue trasladado a Lima como Director del Instituto Geográfico del Perú, organismo encargado de estudiar las posibilidades de inmigración extranjera al país en la posguerra (1939-1945) y se le confía la dirección del Departamento Consular del Perú en Lima.
En diciembre de 1944 se trasladó nuevamente a Buenos Aires para embarcar en un trasatlántico con destino a España, vía Lisboa, al haber sido nombrado Cónsul General del Perú en Madrid, con jurisprudencia en toda España. En 1946 fue ascendido a Ministro Plenipotenciario a Portugal, último país en el que representó al Perú.
A su regreso a su país, en marzo de 1948, se dedicó a la investigación histórica de su ciudad natal, Piura, a sus colaboraciones en los primeros diarios del país: La Crónica, El Comercio (firmando en este con el seudónimo de Argos), El Tiempo de Piura y en las revistas Fanal y Época entre otras.

### Escritor
En 1920 escribió el capítulo sexto de Una novela limeña, redactada al alimón, (Lima: 1920. Universidad Nacional Mayor de San Marcos), en compañía de otros 12 autores, todos prestigiosos intelectuales de la época.
En 1939 dirigió, prologó y anotó el Libro del Cabildo de la Ciudad de San Miguel de Piura: años 1737 a 1748, bajo el auspicio del Concejo Provincial de Piura.
Entre 1954-56, fue encargado por la Compañía Peruana del Guano, el estudio, redacción y publicación de La Historia del Guano en el Perú, que por su envergadura, comprendía una parte sumamente importante de la historia peruana. Desgraciadamente no pudo ser terminada por su temprana muerte a los 58 años. Al poco tiempo de su fallecimiento, la empresa fue disuelta por el gobierno siguiente y la obra quedó inconclusa. Fue publicada en mimeógrafo después de su muerte, por la Corporación Nacional de Fertilizantes en 1968, con una extensa nota preliminar del historiador Pablo Macera y en una tirada muy pequeña.
En 1956, después de su fallecimiento, se publicó Museo de Armas y Pabellón de Caza de Miguel Mujica Gallo: reseña de una oploteca peruana, libro encargado a Vegas por el dueño del museo. El Museo Oro del Perú y Armas del Mundo fue donado al Estado peruano, pero es administrado por la Fundación Miguel Mujica Gallo.
El Fondo Editorial de La Biblioteca Nacional del Perú publicó un libro que reunía todos los artículos histórico-genealógicos sobre 33 esposas, ya fallecidas, de presidentes del Perú, que se habían ido publicado en artículos dominicales en el diario La Crónica, a lo largo de un período de cinco años, con el nombre de Las Presidentas del Perú (Ricardo Vegas García: prólogo de Jorge Puccinelli Converso  - Lima: Biblioteca Nacional del Perú. ISBN 9972-874-19-2).
Ricardo Vegas García escribió la explicación inicial del libro Historia de la Marina de Guerra del Perú: 1821-1924/Capitán de Fragata Manuel I. Vegas G., Publicaciones del Museo Naval del Perú, Biblioteca del Oficial Vol I, Lima 1978, 2a. ed., obra de gran envergadura histórica y fiel a los hechos, escrita por su hermano Manuel Ignacio Vegas García, marino destacado. En ella explica cómo fue redactada, cuáles fueron las ideas del autor al pergeñarla, ponerle nombre, e indicando el criterio e imparcialidad de la obra, dándole el marco necesario para su comprensión y valor histórico, que fue publicada gracias al interés y gestiones realizadas por este hermano cuando ya su autor había fallecido.

### Honores
Fue condecorado con la Orden del Mérito en Valparaíso, con motivo de su regreso al Perú en 1943.
Recibió el premio póstumo al Periodismo por Los Premios de Fomento a la Cultura, 1955, que fuera entregado a sus deudos en 1956.
Al producirse su fallecimiento, recibió múltiples homenajes escritos resaltando sus enormes méritos y capacidad intelectual y humana, por distintos intelectuales peruanos, habiendo destacado entre ellos el escrito por su mejor amigo  y compañero de lides universitarias, profesionales y amicales, Raúl Porras Barrenechea, el gran historiados de la época de la Colonia en el Perú, diplomático y reconocido hombre de Letras.
Al conmemorarse el centenario de su nacimiento en 2009, la Biblioteca Nacional editó en formato pequeño unos libritos con todos los artículos que fueron escritos por colegas suyos con motivo de esa fecha, con el nombre de Ricardo Vegas García.
Asimismo, la biblioteca del colegio San Miguel de Piura en cuyas aulas recibió su educación secundaria, recibió su nombre, habiéndose colocado su retrato a la entrada de la misma.
Se llevaron a cabo varias conferencias destacando su figura principal, una de ellas fue en la Biblioteca Nacional, que tuvo como moderador al historiador contemporáneo Pablo Macera, y otra en la que tomó parte el poeta y crítico literario Marco Martos, sobre la publicación del libro Las Presidentas del Perú, elogiando la capacidad del homenajeado en la investigación profunda y el estudio genealógico de aquellas señoras que acompañaron a sus esposos cuando fueron cabezas de gobierno. Asimismo, esta institución organizó una exposición con todas sus obras, recuerdos, fotos, condecoración, etc., que estuvo abierta varios días al público.

## Vida personal
Fue casado dos veces: la primera con Josefa Elena Antonia García Seminario, piurana como él, madre de tres de sus hijas, de la cual enviudó víctima del primer accidente aéreo internacional de la Panagra. Volvió a casarse con María Haydée Alemán García Baldez de nacionalidad argentina, con la cual tuvo otra hija. Son sus hijas Ileana, Silvia e Irene Vegas García y Lucila Vegas Alemán. 
Los últimos años de su vida fueron complicados por su ceguera a causa de un glaucoma de ángulo cerrado que le imposibilitó volver a leer, una de sus grandes pasiones y para poder enviar sus artículos a los diarios e ir componiendo el orden de sus publicaciones en imprenta, tenía que dictarlos en una época en que no existían todavía las máquinas de escribir eléctricas, lo que dificultaba grandemente sus actividades.
Su muerte fue rápida e inesperada pues a sus 58 años de edad, contaba con todas sus facultades intelectuales para continuar produciendo su obra cultural.